# L’amore è femmina (Out of Love)
A L’amore è femmina (Out of Love) (magyarul: A szerelem egy nő (Szeretetből)) egy popdal, mely Olaszországot képviselte a 2012-es Eurovíziós Dalfesztiválon. A dalt az olasz Nina Zilli adta elő olasz–angol nyelvű kevert verzióban.
A dalt 2012. március 13-án jelentette be az olasz műsorsugárzó, a RAI. Szövegét maga az előadó, valamint Christian Rabb, Kristoffer Sjökvist, Frida Molander és Charlie Mason szerezte, míg a zenéjét Christian Rabbnak, Kristoffer Sjökvistnek, Frida Molandernek és Charlie Masonnak köszönheti.
Az Eurovíziós Dalfesztiválon a dalt a május 26-án rendezett döntőben adták elő a fellépési sorrendben tizedikként, a francia Anggun Echo (You and I) című dala után és az észt Ott Lepland Kuula című dala előtt. A szavazás során 101 pontot szerzett, mely a 9. helyet jelentette a 26 fős mezőnyben.

## Külső hivatkozások
- Dalszöveg
- YouTube videó: Nina Zilli - L'amore è femmina (Out of Love)